# Metulodontia
Die Lamprozystidenschwämme (Metulodontia) sind eine Pilzgattung innerhalb der Familie der Zystidenrindenpilzverwandten (Peniophoraceae). Die Weißfäulepilze bilden auf Nadelholz weißliche, resupinate Fruchtkörper. Mikroskopisch sind sie durch ihre Sulfozystiden und die namengebenden, dickwandigen und mit Kristallen bedeckten Lamprozystiden sowie die ziemlich kleinen, elliptischen und inamyloiden Sporen gekennzeichnet. Die Typusart der Gattung ist Metulodontia nivea (P. Karst.) Parmasto, der Weiße Lamprozystidenschwamm. Früher stellte man die Gattung in die Familie der Fältlingsverwandten (Meruliaceae) die zur Ordnung der Stielporlingsartigen (Polyporales) gehört. Molekularbiologische Untersuchungen haben aber gezeigt, dass die Gattung zur russuloiden Abstammungsgemeinschaft gehört.

## Merkmale
Die einjährigen, resupinaten Fruchtkörper überziehen ihr Substrat mit einer bis zu 0,2 mm dicken, membranösen und etwas wachsartigen Hyphenschicht. Am Rand werden oft Rhizomorphe ausgebildet. Das Hymenium ist glatt oder höckerig und weiß bis hell gelblich-ocker gefärbt. Das Sporenpulver ist weißlich.
Das Hyphensystem ist monomitisch und besteht aus hyalinen, dicht verwobenen, schmalen und dünnwandigen Hyphen. Im Subiculum ist die Hyphentextur etwas lockerer. An den Septen sind Schnallen ausgebildet. Die endständigen, kleinen (15–25 µm langen), schmalkeuligen Basidien tragen vier gekrümmte Sterigmen und an ihrer Basis eine Schnalle. Neben den Basidien findet man als sterile Elemente Lamprozystiden und Gloeozystiden. Die zylindrischen bis keulenförmigen inkrustierten Lamprozystiden, so bezeichnet man dickwandige mit einer kristallinen Schicht überzogene Zystiden, sind 20–100 µm lang. Die Gloeozystiden sind mehr oder weniger spindelförmig, glatt, dünnwandig und 20–40 µm lang. Sie sind sulfopositiv und können manchmal auf ihrer Spitze eine Papille tragen. Die kleinen (4–6 × 2,5–3,5 µm langen), dünnwandigen und ellipsoiden Sporen sind inamyloid und acyanophil. Sie lassen sich also weder mit Jodreagenzien noch mit Baumwollblau anfärben.

## Ökologie und Verbreitung
Der Weiße Lamprozystidenschwamm ist nahezu weltweit verbreitet. Er wurde in Nordamerika (Kanada), Asien (Japan), Neuseeland und Europa nachgewiesen. In Europa ist er überwiegend in Skandinavien verbreitet. Man hat ihn aber auch in Finnland, Estland, Russland, Frankreich, Belgien, Deutschland, der Schweiz und Österreich, sowie in Südeuropa in Italien, Makedonien und Griechenland nachgewiesen. Außerdem gibt es Nachweise aus der Türkei und dem Kaukasus. Der saprobiontisch lebende Pilz wächst auf Nadelbaumstämmen und zersetzt das befallene Holz durch eine Weißfäule. Metulodontia sphaericospora wurde bisher nur auf Hawaii nachgewiesen.

## Systematik

Maximum-Likelihood-Baum von Metulodontia und seinen Verwandten. Bootstrap-Werten werden neben den Ästen angegeben, die Genbank-Nummer hinter dem Artnamen. Alle weiteren Angaben zur Berechnung des Baumes findet man unter der Bildbeschreibung. Alle Sequenzen stammen von der NCBI-Site

Die Gattung Metulodontia ist durch das Vorkommen von inkrustierten Zystiden, sulfopositiven Gloeozystiden und glatten, inamyloiden Basidiosporen gekennzeichnet.

Parmasto hatte die Gattung Metulodontia 1968 eingeführt, um dort Arten mit dickwandigen, inkrustierten Zystiden, den sogenannten Metuloiden, unterzubringen. Bereits 1976 erkannten Eriksson und Ryvarden, dass die Typusart Metulodontia nivea nicht mit den anderen vier von Parmasto in die Gattung gestellten Arten verwandt ist, denn es ist die einzige Art, die sulfopositive Gloeozystide hat. Daher hielten sie die Gattung für monotypisch, konnten die Gattung aber keinem höheren Taxon zuordnen. Durch molekularbiologische Untersuchungen konnten E. Larsson und K.-H. Larsson 2003 zeigen, dass die Gattung trotz der inamyloiden Basidiosporen zur russoloiden Abstammungsgemeinschaft gehört. Sie bildet hier den basalsten Unterast der Peniophoraceae.

## Arten
Der Gattung werden heute nur noch zwei Arten zugeordnet. In Europa kommt mit Metulodontia nivea nur eine Art davon vor. Metulodontia sphaericospora  Gilb. & Hemmes wurde auf Hawaii gesammelt und 2004 als neue Art beschrieben.